# Костев (Сумская область)
Костев (укр. Костів) — село,
Рябушковский сельский совет,
Лебединский район,
Сумская область,
Украина.
Код КОАТУУ — 5922988202. Население по переписи 2001 года составляло 126 человек .

## Географическое положение
Село Костев находится на расстоянии в 3,5 км от рек Ольшанка и Олешня.
В 2-х км расположено село Рябушки.
По селу протекает пересыхающий ручей с запрудой.
Рядом проходит автомобильная дорога Т-1913.

## Экономика
- Молочно-товарная ферма.